# جرينون
جرينون (بالإنجليزية: Griñón)‏ هي بلدية ومدينة في منطقة الحكم الذاتي وتقع في منطقة مدريد في وسط إسبانيا. تبلغ مساحة هذه المدينة   (كم²)، ويبلغ عدد سكانها 10,489 نسمة حسب إحصاء سنة 2021 م.